# Dammermaniella javanica
Dammermaniella javanica är en stekelart som beskrevs av Heinrich 1934. Dammermaniella javanica ingår i släktet Dammermaniella och familjen brokparasitsteklar. Inga underarter finns listade i Catalogue of Life.